# The Peel Sessions
The Peel Sessions este o colecție de două sesiuni de înregistrare ale trupei Joy Division conduse de John Peel în 1979 pentru emisiunea radio a acestuia de pe postul BBC Radio 1. Cele 8 piese de pe material mai fuseseră lansate pe două EP-uri tot sub numele de The Peel Sessions în 1986,  respectiv 1987.

## Tracklist
1. "Exercise One" (2:30)
2. "Insight" (3:55)
3. "She's Lost Control" (4:10)
4. "Transmission" (3:55)
5. "Love Will Tear Us Apart" (3:20)
6. "Twenty Four Hours" (4:05)
7. "Colony" (4:00)
8. "Sound of Music" (4:20)

Toate piesele au fost scrise de Joy Division.